# Zabójstwo księcia Gwizjusza
Zabójstwo księcia Gwizjusza (fr. L'Assassinat du duc de Guise) – francuski którkometrażowy niemy film kostiumowy z 1908 roku w reżyserii Charles’a Le Bargy i André Calmettes’a. Jest to pierwsze w historii kina dzieło z nurtu film d’art.
Fabuła Zabójstwa księcia Gwizjusza, powstała na podstawie scenariusza Henri Lavedana, oscyluje wokół prawdziwego wydarzenia historycznego. W 1588 roku zamordowany został książę Henri I de Guise, którego uprzednio król Henryk III podstępem zwabił do swojego pałacu. Film rekonstruuje to zdarzenie w konwencji teatralnej, charakterystycznej dla film d’art.
Zabójstwo księcia Gwizjusza było pierwszym filmem w historii kina, który pokazywał nazwiska reżyserów i prawdziwych aktorów. Przebiło się do świadomości widzów jako pierwszy film artystyczny, bez skrępowania oglądany przez gardzących dotąd tą dziedziną sztuki przedstawicieli klasy średniej. Jakkolwiek dzieło Le Bargy i Calmettes’a stanowiło krok w tył pod względem techniki filmowej ze względu na statyczne sceny i teatralną grę aktorską, dało impuls do traktowania filmu jako dziedziny sztuki.